# Мистер Миксјезпитлик
Мистер Миксјезпитлик (Mr. Mxyzptlk), чији је надимак Микси, измишљени је негативац из стрипова о Супермену. Створили су га Џери Сигел и Џо Шустер, а први пут се појавио у Superman (Vol. 1) #30 (из септембра 1944). Миксјезпитлик је обично приказан као варалица, у класичном митолошком смислу. Према већини прича о њему, Миксјезпитлика је могуће победити и послати кући у пету димензију једино тако што ће га неко преваром натерати да изговори своје име уназад. После измене многих ликова у Crisis on Infinite Earths нестало је и ово ограничење, тако да Микси сада нестаје једино ако испуни услов који је поставио, нпр. уколико Супермен успе да му обоји лице у плаво.